# 1660
1660 (MDCLX) byl rok, který dle gregoriánského kalendáře započal čtvrtkem.

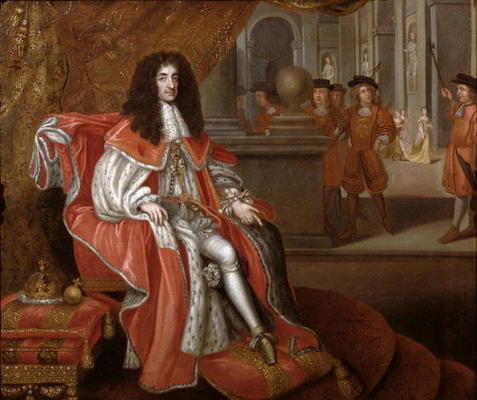
V roce 1660 nastoupil na anglický trůn Karel II. Stuart.

## Události
- 29. květen - Restaurace Stuartovců – do Anglie se vrátil a na trůn nastoupil král Karel II. Stuart

### Probíhající události
- 1652–1689 – Rusko-čchingská válka
- 1659–1663 – Esopské války

## Narození

#### Česko
- 14. února – Jiří Matěj Nettl, barokní malíř († 17. srpna 1747)
- 07. května – Hugo František Königsegg-Rottenfels, 3. litoměřický biskup († 6. září 1720)
- 14. června – Maximilián Norbert Krakowský z Kolowrat, šlechtic († 25. března 1721)
- 16. srpna – Leopold Ignác z Ditrichštejna, moravsko-rakouský šlechtic a kníže († 13. července 1708)
- 12. září – Wolfgang Hannibal von Schrattenbach, kardinál, olomoucký biskup a místokrál neapolský († 22. července 1738)
- 22. září – František Josef z Oppersdorfu, moravský šlechtic († 23. května 1714)
- neznámé datum
  - Tomáš Zacheus Černín z Chudenic, šlechtic († 14. února 1700)
  - František Preiss, český barokní sochař († 1. srpna 1712)
  - Vavřinec Procházka, žhář útočící na Prahu († 9. září 1689)
  - Elija Spira, pražský rabín a roš ješiva († 14. dubna 1712)

#### Svět
- 13. února – Johann Sigismund Kusser, hudební skladatel slovenského původu († prosinec 1727)
- 12. března – Žofie Czarnkowská, polská šlechtična († 12. prosince 1701)
- 28. března – Arnold Houbraken, nizozemský malíř a životopisec († 14. října 1719)
- 06. dubna – Johann Kuhnau, německý právník, hudební skladatel, varhaník a cembalista († 5. června 1722)
- 16. dubna – Hans Sloane, irský lékař, botanik a sběratel († 11. ledna 1753)
- 02. května – Alessandro Scarlatti, italský barokní skladatel, zakladatel neapolské operní školy († 1725)
- 11. května – Jan Rudolf Bys, švýcarský barokní malíř († 11. prosince 1744)
- 28. května – Jiří I., britský král († 11. června 1727)
- 05. června – Sarah Churchillová, vévodkyně z Marlborough, anglická šlechtična a milenka krále Jakuba II. († 18. října 1744)
- 16. července – Jakob Prandtauer, rakouský barokní stavitel († 16. září 1726)
- 24. července – Charles Talbot, 1. vévoda ze Shrewsbury, anglický šlechtic († 1. února 1718)
- 27. července – Johann Reinhold Patkul, livonský šlechtic, politik a bojovník za výsady Baltských Němců († 10. října 1707)
- 03. srpna – František II. Pálffy, uherský šlechtic († srpen 1687)
- 13. září – Daniel Defoe, anglický spisovatel a novinář, autor knihy Robinson Crusoe († 24. dubna 1731)
- 20. září – Gabriel Serdaheli, slovenský teolog, jezuita († 24. ledna 1726)
- 22. října – Karel Stuart, vévoda z Cambridge, syn anglického krále Jakuba II. Stuarta († 5. května 1661)
- 20. listopadu – Daniel Ernst Jablonský, německý teolog a reformátor, biskup Jednoty Bratrské († 25. května 1741)
- 28. listopadu – Marie Anna Bavorská, francouzská dauphinka († 20. dubna 1690)
- 30. listopadu – Victor-Marie d'Estrées, vévoda d'Estrées, francouzský vojevůdce a státník († 27. prosince 1737)
- 04. prosince – André Campra, francouzský skladatel a dirigent († 29. června 1744)
- 27. prosince – Svatá Veronika Giuliani, italská řádová sestra († 9. července 1727)
- neznámé datum
  - Charles Montagu, 1. vévoda z Manchesteru, britský diplomat a šlechtic († 20. ledna 1722)
  - Francesco Ballarotti, italský hudební skladatel († duben 1712)
  - Anna Leszczyńska, polská šlechtična († 29. srpna 1727)
  - Johann Joseph Fux, rakouský hudební skladatel († 13. února 1741)
  - Ernst Detlof von Krassow, švédský generálporučík († 23. ledna 1714)
  - Giovanni Henrico Albicastro, nizozemský barokní hudební skladatel († 1730)
  - Daniel Defoe, anglický spisovatel a novinář († 24. dubna 1731)
  - Edward Lhuyd, velšský přírodovědec († 30. června 1709)

## Úmrtí

#### Česko
- 26. června – Jan Putz z Adlersthurnu, šlechtic (* 1595)
- 26. července – Radslav mladší Kinský z Vchynic a Tetova, šlechtic (* 1582)

#### Svět
- 02. února – Gaston Orleánský, třetí syn francouzského krále Jindřicha IV. a mladší bratr francouzského krále Ludvíka XIII. (* 25. dubna 1608)
- 10. února – Judith Leyster, nizozemská malířka (* 1609)
- 13. února – Karel X. Gustav, švédský král (* 8. listopadu 1622)
- 25. dubna – Alžběta Šarlota Falcká, pruská vévodkyně a braniborská kurfiřtka (* 19. listopadu 1597)
- 01. června – Mary Dyerová, významná anglická kvakerka (* 1611)
- 07. června – Jiří II. Rákóczi, uherský šlechtic (* 30. ledna 1621)
- 30. června – William Oughtred, anglický matematik (* 5. březen 1574)
- 06. srpna – Diego Velázquez, španělský malíř (* 6. červen 1599)
- 14. srpna – Marie Gonzagová, italská princezna (* 29. července 1609)
- 12. září – Jacob Cats, nizozemský básník a diplomat (* 10. listopadu 1577)
- 27. září – Vincenc de Paul, francouzský kněz, zakladatel řádu lazaristů, moderní charity a péče o chudé (* 1581)
- 04. října – Francesco Albani, italský barokní malíř (* 1578)
- 24. října – William Seymour, 2. vévoda ze Somersetu, britský šlechtic a politik (* 1588)
- 05. listopadu – Alexandre de Rhodes, francouzský misionář ve Vietnamu (* 15. března 1591)
- 22. prosince – André Tacquet, vlámský matematik (* 23. června 1612)
- 24. prosince – Marie Henrietta Stuartovna, dcera anglického krále Karla I., sestra anglického krále Karla II. (* 4. listopadu 1631)
- neznámé datum
  - Orazio Giaccio, italský barokní skladatel, příslušník neapolské operní školy (* koncem 16. století)
  - Šabtaj Šeftl Horowitz mladší, polský rabín a talmudista (* kolem 1590)
  - Antonín Maria Šírek z Rejty, rakouský astronom a optik (* 1604)

## Hlavy států
- Anglie – Karel II. (1660–1685)
- Francie – Ludvík XIV. (1643–1715)
- Habsburská monarchie – Leopold I. (1657–1705)
- Osmanská říše – Mehmed IV. (1648–1687)
- Polsko-litevská unie – Jan Kazimír II. Vasa (1648–1668)
- Rusko – Alexej I. (1645–1676)
- Španělsko – Filip IV. (1621–1665)
- Švédsko – Karel X. Gustav (1654–1660) / Karel XI. (1660–1697)
- Papež – Alexandr VII. (1655–1667)
- Perská říše – Abbás II.